# Slobodan Simović
Slobodan Simović (cirill betűkkel: Слободан Симовић, Čačak, Jugoszlávia, 1989. május 22. –) szerb labdarúgó, középpályás, a Kolubara játékosa.

## Pályafutása

### Klubcsapatokban
Pályafutása kezdetén az újvidéki Novi Sad és a szabadkai Spartak Subotica játékosa volt. 2012 februárjában aláírt a fehérorosz Dinama Minszk együtteséhez, ahol két és fél szezont töltött. Kezdetekben védekező középpályás volt, de legtöbbször a védelemben kapott szerepet. Egy időben ő volt a csapat kapitánya is.
2015 januárjában a szlovák Slovan Bratislava szerződtette, majd 2016 júliusában az izraeli Hapóél Kfar Szaba játékosa lett. 2017-ben rövid időt eltöltött a kazah Aktöbében is. 2018-tól a fehérorosz BATE Bariszavban folytatta pályafutását. Az ott töltött két éve alatt sérülések hátráltatták, azonban így is bajnokságot nyert a csapattal és a 2019-2020-as szezon őszi felében pályára lépett a Bajnokok Ligája és az Európa-liga selejtezőjében is. 2019 decemberében szerződése lejárt a klubnál, majd 2020 januárjában a magyar élvonalban szereplő Kisvárda FC szerződtette. 2023. január 14-én csatlakozott a Kolubara csapatához.

## Sikerei, díjai
BATE Bariszav
- Fehérorosz bajnok: 2018

 Kisvárda
- Magyar labdarúgó-bajnokság ezüstérmes: 2021–22